# Bobby Despotovski
Bobby Despotovski, właśc. Slobodan Despotovski (ur. 14 lipca 1971 w Perth) – australijski piłkarz pochodzenia serbskiego i macedońskiego występujący na pozycji napastnika. Trener piłkarski.

## Kariera klubowa
Despotovski seniorską karierę rozpoczął w 1989 roku w jugosłowiańskim zespole Dinamo Pančevo. Grał tam do 1991 roku. W 1994 roku wyjechał do Australii, gdzie został graczem klubu Floreat Athena z West Australia Premier League. W tym samym roku odszedł do drużyny Heidelberg United z National Soccer League. W 1995 roku przeszedł do Morwell Falcons, także grającego w NSL. W 1996 roku wrócił jednak do Heidelbergu.
W 1996 roku Despotovski podpisał kontrakt z innym zespołem NSL, Perth Glory. W 2003 roku oraz w 2004 roku zdobył z nim mistrzostwo NSL. W 2004 roku odszedł Bonnyrigg White Eagles z ligi stanu Nowa Południowa Walia. W tym samym roku wrócił jednak do Perth Glory, występującego już wówczas w nowo utworzonej A-League. W 2006 roku z 8 bramkami na koncie został królem strzelców tych rozgrywek. Został także wybrany piłkarzem sezonu. W 2007 roku zakończył karierę.

## Kariera reprezentacyjna
W reprezentacji Australii Despotovski zadebiutował 6 lipca 2002 roku w wygranym 2:0 meczu Pucharu Narodów Oceanii z Vanuatu, z którym strzelił także gola. W drużynie narodowej rozegrał 4 spotkania i zdobył 5 bramek, wszystkie podczas tamtego Pucharu Narodów Oceanii, zakończonego przez Australię na 2. miejscu.